# Екстра Нина
Екстра Нина е българска попфолк и фолклорна певица.

## Биография
Екстра Нина е родена като Нина Димитрова Панайотова на 5 декември 1963 година. След като записва два албума с групата „Добруджански славеи“, от 1996 година издава самостоятелно още 16 албума.
През 2025 г. обявява свой самостоятелен концерт във Варна по повод 30 години на сцена.

## Дискография

### Студийни албуми

#### Албуми с орк. Добруджански славей
- „Обичам те“ (1994)
- „Ново начало“ (1995)

#### Самостоятелни албуми
- „Животе мой“ (1996)
- „Любов в клетка“ (1997)
- „Затвори очи“ (1997)
- „Вечна измама“ (1998)
- „Екстра жена“ (1999)
- „Бяла Калина“ (2000)
- „Долу маските“ (2000)
- „Деветият елемент“ (2001)
- „Позволи ми“ (2003)
- „Оттук започва любовта“ (2004)
- „Македонска сватба“ (2007)
- „Мъжко момиче“ (2008)
- „Мома варналийка“ (2019)

### Компилации
- „The best ballads“ (1999)
- „The best – Любовница“ (2005)
- „Белязани с любов“ (2016)[2]

## Награди
2006 – Гранд при на Фестивала (Скопски филиграни, Македония)
2003 – Награда на MSAT за песента „Три пъти ела“ (Пирин фолк)
2002 – Приемственост между автентичен и нов фолк (Годишни награди на списание „Нов фолк“)
2001 – Награда за песента „Има светлина“ (Златният мустанг)
2001 – Приемственост между автентичен и нов фолк (Годишни награди на списание „Нов фолк“)
2000 – Награда на телевизия Верея за песента „Флирт“ (Тракия фолк)